# Поньга (станция)
Поньга — железнодорожная станция на линии «Обозерская — Беломорск» Архангельского региона Северной железной дороги. Расположена в Онежском муниципальном районе Архангельской области, в посёлке Поньга Нименьгского сельского поселения.
Линия «Вологда — Коноша — Обозерская — Урамец — Большая Кяма — Поньга — Нименьга — Малошуйка — Маленьга — Беломорск» и далее на Мурманск полностью электрифицирована на переменном токе напряжением 25 кВ и является частью грузового экспортного коридора из России в Финляндию. Линия от Обозерской, через Поньгу, до Беломорска — однопутная.

## Поезда дальнего следования
| № поезда | Маршрут движения   | № поезда | Маршрут движения   |
| -------- | ------------------ | -------- | ------------------ |
| 143      | Мурманск — Вологда | 144      | Вологда — Мурманск |